# بطولة العالم لسباق الدراجات على الطريق 1993
بطولة العالم لسباق الدراجات على الطريق 1993 هي الدورة ال66 من بطولة العالم لسباق الدراجات على الطريق، أجريت في أوسلو، النرويج.

## برنامج المسابقات
رجال
- سباق الطريق ضد الساعة.
- سباق الطريق ضد الساعة للفرق.

سيدات
- سباق الطريق المداري.
- سباق الطريق المداري للفرق.

شبان
- سباق الطريق المداري للشبان.

شابات
- سباق الطريق المداري للشابات.

## النتائج النهائية
| المسابقة              | ذهبية                             | فضية                                | برونزية                            |
| --------------------- | --------------------------------- | ----------------------------------- | ---------------------------------- |
| الرجال                |                                   |                                     |                                    |
| سباق الطريق ضد الساعة | لانس آرمسترونج (الولايات المتحدة) | ميغيل إندوراين (إسبانيا)            | أولاف لودفيغ (ألمانيا)             |
| الفريق البطل          | إيطاليا                           | ألمانيا                             | سويسرا                             |
| السيدات               |                                   |                                     |                                    |
| سباق الطريق المداري   | ليونتين فان مورسل (هولندا)        | جيني لونغو (فرنسا)                  | Laura Charameda (الولايات المتحدة) |
| الفريق البطل          | روسيا                             | الولايات المتحدة                    | إيطاليا                            |
| شبان                  |                                   |                                     |                                    |
| سباق الطريق المداري   | جوزيبي بالومبو (إيطاليا)          | Mariano Friedick (الولايات المتحدة) | Michele Rezzani (إيطاليا)          |
| شابات                 |                                   |                                     |                                    |
| سباق الطريق المداري   | Elisabeth Chevanne-Brunel (FRA)   | Cinzia Faccin (إيطاليا)             | Karine Boitier (فرنسا)             |